# Гильмутдинов, Ильдар Ирекович
Ильдар Ирекович Гильмутдинов (род. 3 сентября 1962, Клянчеево, Татарская АССР) — депутат Государственной Думы Российской Федерации IV, V, VI, VII созывов, член партии «Единая Россия».
Находится под персональными международными санкциями 27 стран ЕС, Великобритании, США, Канады, Швейцарии, Австралии, Японии, и других государств.

## Биография

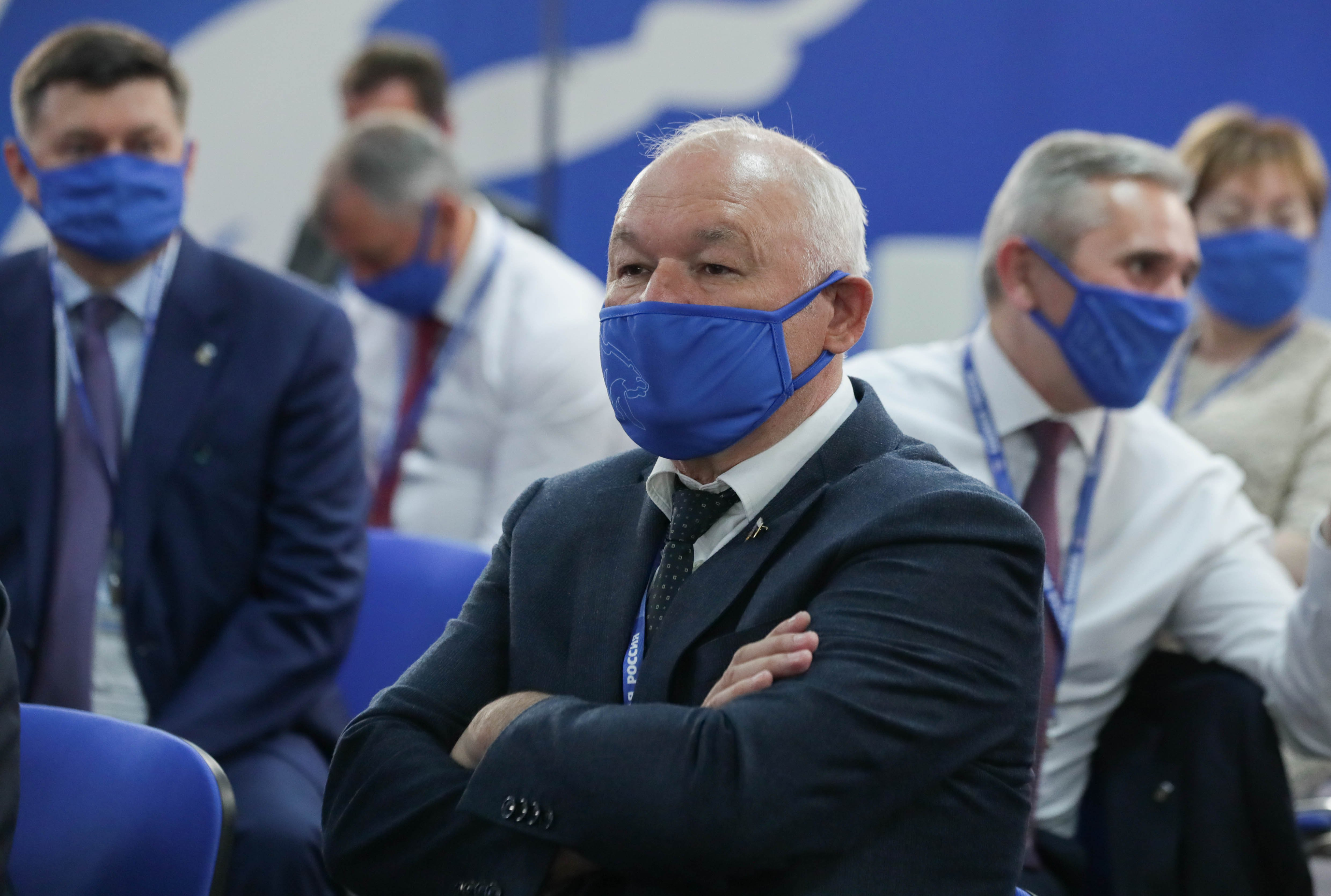
На ХХ съезде партии «Единая Россия», 2021 год

В 1983 г. окончил физико-математический факультет Казанского государственного педагогического института по специальности «учитель физики». В 1982—1984 гг. работал преподавателем физики в музыкальной школе при Казанской консерватории, директором Больше-Буртасовской средней школы Камско-Устьинского района ТАССР.
В 1985—1986 гг. проходил срочную службу в рядах Советской Армии, затем — на комсомольской работе: второй секретарь Камско-Устьинского райкома ВЛКСМ, первый секретарь Актанышского райкома ВЛКСМ. В 1989 г. окончил очно-заочное отделение Высшей комсомольской школы при ЦК ВЛКСМ (Москва) по специальности «политолог». С 1990 г. — секретарь Татарского областного комитета ВЛКСМ. С 1992 г. — председатель правления РОО «Совет молодёжных организаций Республики Татарстан».
С 1994 г. — заместитель председателя Государственного комитета Республики Татарстан по делам детей и молодёжи; с 2001 г. — первый заместитель министра Республики Татарстан по делам молодёжи и спорту.
С 2003 г. — депутат Государственной Думы РФ IV, V, VI, VII и VIII созывов, избирался по спискам Всероссийской политической партии «Единая Россия». В 2007 г. окончил Северо-Западную академию государственной службы по специальности «Государственное и муниципальное управление». В Государственной Думе 4-го и 5-го созывов был заместителем председателя комитета по физической культуре, спорту и делам молодёжи (комитета по физической культуре и спорту); в Государственной думе 6-го созыва входил в состав Комитета по образованию; в Госдуме 7-го созыва — был председателем Комитета по делам национальностей, в настоящее время является первым заместителем председателя Комитета по делам национальностей и председателем счётной комиссии. Является членом фракции «Единая Россия», состоит в Экспертно-консультативном совете фракции.
Председатель Совета ОО «Федеральная национально-культурная автономия татар» (с 2007 г.). Входит в состав Совета по межнациональным отношениям при Президенте Российской Федерации, Коллегии Министерства спорта Республики Татарстан.
В 2021 году проголосовал за закон о ликвидации поста президента Татарстана, хотя ему было поручено представлять противоположную позицию Государственного совета.

## Законотворческая деятельность
С 2003 по 2021 год, в течение исполнения полномочий депутата Государственной Думы IV, V, VI и VII созывов, выступил автором и внес 306 законодательных инициатив и поправок к проектам федеральных законов.

## Международные санкции
Из-за поддержки российской агрессии и нарушения территориальной целостности Украины во время российско-украинской войны находится под персональными международными санкциями разных стран.
23 февраля 2022 года внесён в санкционные списки стран Евросоюза за действия и политику, которые подрывают территориальную целостность, суверенитет и независимость Украины и ещё больше дестабилизируют Украину.
24 февраля 2022 года включён в санкционный список Канады «близких соратников режима» за голосование о признании независимости «так называемых республик в Донецке и Луганске».
24 марта 2022 года, на фоне вторжения России на Украину, включён в санкционный список США за «соучастие в войне Путина» и «поддержку усилий Кремля по вторжению в Украину», Госдеп США заявил что депутаты Госдумы используют свои полномочия для преследования инакомыслящих и политических оппонентов, нарушают свободу информации, ограничивают права человека и основные свободы граждан России.
По аналогичным основаниям, с 11 марта 2022 года находится под санкциями Великобритании. С 25 февраля 2022 года находится под санкциями Швейцарии. С 26 февраля 2022 года находится под санкциями Австралии. С 12 апреля 2022 года находится под санкциями Японии. Указом президента Украины Владимира Зеленского от 7 сентября 2022 находится под санкциями Украины. С 3 мая 2022 года находится под санкциями Новой Зеландии.

## Семья
Женат, имеет сына.

## Награды и признание
- Медаль ордена «За заслуги перед Отечеством» II степени (2012 г.)
- медаль «В память 1000-летия Казани»
- Медаль «100 лет образования Татарской Автономной Советской Социалистической Республики» (2025)[20]
- Заслуженный работник молодёжной политики Российской Федерации
- Заслуженный работник физической культуры Республики Татарстан
- почётная грамота Правительства РФ
- благодарность Президента РФ (Указ от 18 октября 2007) — за активное участие в законотворческой деятельности
- благодарность Председателя Государственной Думы ФС РФ.